# Leuchtturm Brandaris

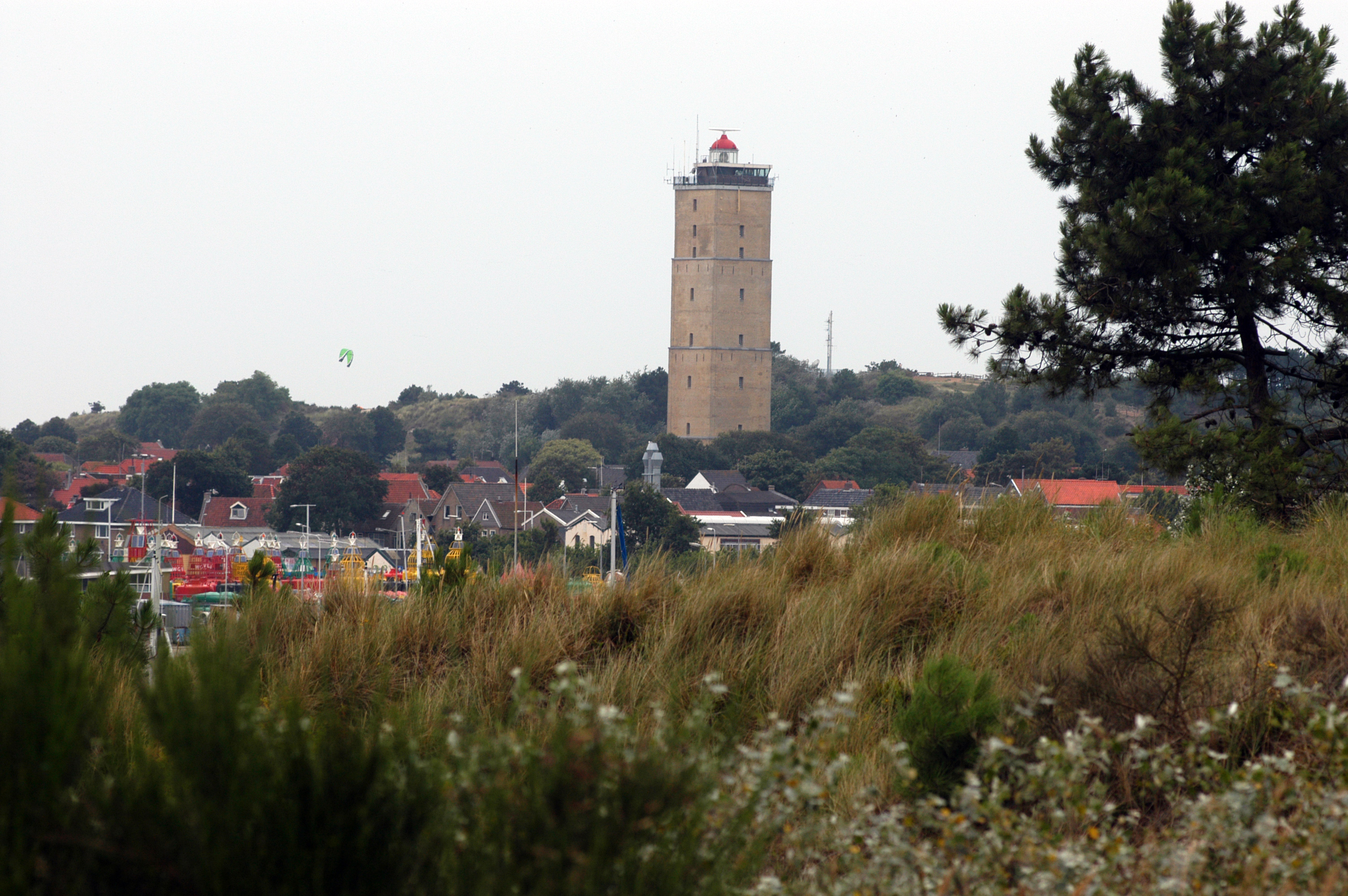
Der Turm aus der Ferne

Kennung des Brandaris in einem 30-Sekunden-Intervall

Der Brandaris ist ein Leuchtturm auf Terschelling. Er ist der älteste Leuchtturm der Niederlande. Der Name ist eine Anlehnung an St. Brandarius, einen Heiligen, nach dem die Gemeinde von West-Terschelling im Mittelalter benannt wurde. Gemäß anderen Legenden geht der Name auf den heiligen Brendan zurück, ein Seemann, aber das ist nicht bewiesen. Der erste Turm wurde im Jahr 1323 gebaut, um Schiffe auf ihrem Weg nach Amsterdam, durch die Zuiderzee, die enge Öffnung zwischen Vlieland und Terschelling, zu leiten.
Eine gute Positionsmarkierung war notwendig, weil sich viele Inseln in der Nordsee sehr ähnlich sehen. Das Meer überschwemmte Terschelling und den ersten Leuchtturm etwa um 1570, der Turm wurde vollständig zerstört. 1592 wurde mit dem Bau eines neuen Turms begonnen, der brach aber zusammen, bevor er fertig war, weil schlechte Baumaterialien verwendet worden waren. Der heutige Turm stammt aus dem Jahr 1594. 1837 wurde der Turm als erster Leuchtturm der Niederlande mit einer rotierenden Fresnel-Linse ausgerüstet. Die Elektrifizierung erfolgte im Jahr 1907. 1994 wurde das 400-jährige Bestehen des Turms gefeiert. Das Licht des Turms wird heute vollautomatisch gesteuert.

## Beschreibung
Dies ist der älteste erhaltene Turm, der als Leuchtturm gebaut wurde. Im Jahr 1907 war es der erste Leuchtturm in den Niederlanden, der elektrische Beleuchtung erhielt. Brandaris ist speziell ausgerüstet, um zu verhindern, dass Vögel gegen den Turm fliegen.